# Hipoteza Gai
Hipoteza Gai – hipoteza wysunięta w latach 70. XX wieku przez Jamesa Lovelocka (później razem z Lynn Margulis). Zasugerował on, że wszystkie istoty żyjące na Ziemi działają wspólnie, aby zachować na naszej planecie optymalne warunki do życia. Ziemia ma zdolność reagowania na zmiany panujących warunków, dostosowuje się do nich tak, by nadal mogło się rozwijać życie. Lovelock nazwał ten system Gaja, od imienia greckiej bogini uosabiającej Matkę Ziemię.
Lynn Margulis, twórczyni endosymbiotycznej teorii wyjaśniającej pochodzenie pierwotnych organizmów fotosyntetyzujących (pochodzenie mitochondriów i chloroplastów), w 1998 roku wydała książkę pt. Symbiotic Planet: A New Look at Evolution. Nazywała Ziemię-Gaję „symbiotyczną planetą” (zob. symbioza) podkreślając rolę kooperacji w ekosystemie. Współcześnie, w okresie narastających zagrożeń zmianami klimatu, stosowane bywa pojęcie „fizjologii Ziemi”. Globalne ocieplenie jest nazywane „gorączką dwutlenku węgla“, a problemy związane z zakwaszeniem środowiska – „kwasową niestrawnością”.

## Charakterystyka hipotezy
Hipoteza przypisuje własności żywego organizmu planecie Ziemi jako całości. Gaja może być zdefiniowana jako złożona jedność zawierająca biosferę, atmosferę, oceany i gleby Ziemi; całość stanowiącą sprzężenie zwrotne systemów cybernetycznych poszukujących optymalnego fizycznego i chemicznego środowiska naturalnego dla życia na tej planecie (zob. system złożony, sprzężenia zwrotne dodatnie i ujemne). Całkowity zakres żyjącej materii na Ziemi, począwszy od wielorybów po wirusy, od dębów po glony, może być uznany za żyjącą jedność zdolną do utrzymywania atmosfery Ziemi, która przystosowuje się do wszystkich jej potrzeb. Lovelock twierdzi, że to przyroda organiczna wytwarza atmosferę, nie zaś odwrotnie. Wcale nie środowisko naturalne umożliwiło pojawienie się i rozwój życia: to istoty żywe wytwarzają gaz, który pozwala im przetrwać, a więc biosfera ma zdolność kontrolowania swego środowiska naturalnego, chemicznego i fizycznego.
Gaja trwa w ciągłości z przeszłością sięgającą aż do samych początków życia, a w przyszłości będzie trwać tak długo, jak będzie trwać życie. Jest to żywa istota planetarna.
Ściślej mówiąc, temperatura, utlenianie, stan skupienia, kwasowość i pewne aspekty skał i wód są utrzymywane poprzez aktywne procesy reakcji przeprowadzane automatycznie i nieświadomie przez florę i faunę, co sprawia, że  ziemskie geosfery (biosfera, atmosfera, hydrosfera  znajduje się w równowadze dynamicznej, stanie homeostazy.

## Argumenty zwolenników hipotezy
Jednym z najważniejszych dowodów potwierdzających hipotezę Gai jest stabilność ziemskiego klimatu. Badania geologiczne dowodzą, że klimat na Ziemi nigdy nie był niekorzystny dla życia, nawet w najkrótszym okresie. Nigdy nie było ani za zimno ani za ciepło, oceany nigdy nie zamarzały ani nie gotowały się, w przeciwieństwie do innych planet. Epoka lodowcowa objęła tylko tereny powyżej 45 równoleżnika. Tymczasem temperatura Słońca przez wieki zmieniła się i to znacznie, zarówno na plus, jak i na minus, jednakże na Ziemi temperatura jest stała.
Wyjaśnienie tkwi w nagromadzeniu się gazów tworzących atmosferę Ziemi. Gazy te emitowane są przez organizmy żywe. Pozwalają one przenikać optymalnej dla życia na Ziemi ilości promieni słonecznych. W filtrowaniu promieniowania słonecznego główną rolę pełnią chmury.
Woda wyparowuje z oceanów, później opada w postaci deszczu. Pozostaje zawieszona w postaci chmur, jednocześnie odbijając ciepło. Chmura jest nie tylko parą wodną; para wodna może uformować się w chmurę tylko wówczas, gdy zgromadzi się wokół jakichś stałych drobinek. A tymi drobinkami są kryształki kwasu siarkowego, produkowane przez morskie algi. Stwierdzono, że gęstość alg w Oceanie Spokojnym podwoiła się w ciągu dziesięciu lat (lata 80. XX wieku). Nie wiadomo, dlaczego, ale wiadomo, że to algi absorbują kwas węglowy, a wydzielają kwas siarkowy. Te dwie czynności przyczyniają się do oczyszczenia atmosfery z nadmiaru węgla produkowanego przez przemysł i do zwiększenia liczby chmur. Algi uczestniczą zatem w procesie oczyszczania planety i neutralizowania tendencji do jej "przegrzewania się". Można by sądzić, iż jest to dowód na to, że hipoteza Gai jest zbudowana poprawnie. Algi – mikroorganizmy są zatem według Lovelocka systemami regulacyjnymi Gai. Hipoteza Gai stała się inspiracją dla licznych badań naukowych dotyczących wpływu biosfery na procesy chemiczne i klimat Ziemi. Jednym z ciekawszych projektów naukowych było właśnie badanie zależności między wzrostem glonów oceanicznych a klimatem. Rozważania te prowadziły do wniosku, że działalność tych morskich organizmów ma wpływ na tworzenie się chmur, zwiększających chociażby albedo planety.
Zdaniem Lovelocka, kiedy działalność jakiegoś organizmu sprzyja środowisku oraz samemu organizmowi, nastąpi rozprzestrzenienie się zarówno organizmu, jak i środowiska. W efekcie zmiana organizmu i środowiska stanie się globalna. Odwrotny proces jest także możliwy i każdy gatunek, który ujemnie wpływa na środowisko, jest skazany na śmierć, lecz życie trwa nadal.
Kolejnym, najsłynniejszym argumentem na potwierdzenie tezy Lovelocka było systematyczne zachowanie się teoretycznej planety określanej jako Daisyworld (Świat Stokrotek), która, podobnie jak Ziemia, utrzymuje swoją globalną temperaturę na stałym poziomie w obliczu czasu i zwiększającej się energii słonecznej. Planeta Daisyworld jest modelem ukazującym sposób, w jaki stan homeostazy może być utrzymany przez pojedyncze organizmy działające jedynie we własnym interesie, dostarczając globalnemu systemowi rozsądnie stałego zakresu temperatur w obliczu rosnącej siły promieniowania słonecznego.
Równowaga Gai może być jednak zachwiana w przypadku wielkich kataklizmów, np. trzęsień ziemi czy zderzeń z wielkimi meteorytami. Te kataklizmy mogą doprowadzić do wyginięcia wielu gatunków, jednak pozostałe gatunki znajdą sposób by się przystosować. Pojawią się również nowe i zapełnią istniejące nisze ekologiczne. Tak więc mimo wielkich zmian równowaga biologiczna zostanie przywrócona i życie na planecie ocaleje.

## Argumenty przeciwników
Z punktu widzenia ewolucjonizmu równowaga klimatyczna panująca na Ziemi jest przyczyną, a nie skutkiem istnienia życia na Ziemi. Organizmy żywe oddziałują na klimat i zmieniają go, po czym przystosowują się do nowych warunków na drodze ewolucji. Na przykład: w ten sposób został wytworzony tlen atmosferyczny, w rezultacie czego na Ziemi pojawiły się organizmy tlenowe.
Zwolennicy zasady antropicznej utrzymują z kolei, że warunki panujące na Ziemi są tak ściśle dopasowane do naszych wymagań, ponieważ w nich powstaliśmy, żyjemy i jesteśmy w stanie to stwierdzić. Gdyby warunki geofizyczne nie były odpowiednie, nie byłoby istoty, która mogłaby to stwierdzić. Rozumowanie to dotyczy również wielkich katastrof na skalę globalną i odradzania się życia po nich. Z doświadczenia wiemy, że takie odradzanie miało zawsze miejsce, ale gdyby odrodzenie nie nastąpiło, znów nie mielibyśmy możliwości sprawdzenia tego.

## W kulturze popularnej
- Wątek nawiązujący do hipotezy Gai znalazł się w filmie Jamesa Camerona "Avatar".
- Wątek odzwierciedlający obraz Gai możemy znaleźć w filmie Hironobu Sakaguchi, Motonori Sakakibara "Final Fantasy: Wojna dusz".
- Wątek Gai został wykorzystany jako motyw piosenki polskiego zespołu Łąki Łan, pt. Lovelock.
- Hipoteza została zastosowana jako swego rodzaju fabuła w grze "SimEarth: The Living Planet".
- Hipoteza rozważana w książce "Ksenocyd"[7] Orsona Scotta Carda do wyjaśnienia zakłóceń w rozwoju planety Lusitania.
- Wokół teorii Gai koncentrowało się nauczanie i badania profesora Jamesa Arnolda, fikcyjnej postaci z filmu "Kingsman: Tajne służby"[potrzebny przypis].